# TAAR9
Trag amin-asocirani receptor 9 je protein koji je kod ljudi kodiran  genom.
TAAR9 je član velike familije rodopsinskih G protein spregnutih receptora (GPCR, GPR). GPCR receptori sadrže 7 transmembranskih domena i prenose ekstracelularne signale putem heterotrimernih G proteina.

## Literatura
- Borowsky B; Adham N; Jones KA;  . (2001). „Trace amines: identification of a family of mammalian G protein-coupled receptors.”. Proc. Natl. Acad. Sci. U.S.A. 98 (16): 8966—71. PMC 55357 . PMID 11459929. doi:10.1073/pnas.151105198.
- Strausberg RL; Feingold EA; Grouse LH;  . (2003). „Generation and initial analysis of more than 15,000 full-length human and mouse cDNA sequences.”. Proc. Natl. Acad. Sci. U.S.A. 99 (26): 16899—903. PMC 139241 . PMID 12477932. doi:10.1073/pnas.242603899.
- Vanti WB; Muglia P; Nguyen T;  . (2004). „Discovery of a null mutation in a human trace amine receptor gene.”. Genomics. 82 (5): 531—6. PMID 14559210. doi:10.1016/S0888-7543(03)00173-3.